# وایت سیتی (ویسکانسین)
وایت سیتی (به انگلیسی: White City) یک منطقهٔ مسکونی در ایالات متحده آمریکا است که در شهرستان ورنن، ویسکانسین واقع شده‌است. وایت سیتی ۳۸۱٫۹۲ متر بالاتر از سطح دریا واقع شده‌است.